# Maclas
Maclas és un municipi francès situat al departament del Loira i a la regió d'Alvèrnia-Roine-Alps. L'any 2007 tenia 1.584 habitants.

## Demografia

### Població
El 2007 la població de fet de Maclas era de 1.584 persones. Hi havia 694 famílies de les quals 240 eren unipersonals (124 homes vivint sols i 116 dones vivint soles), 195 parelles sense fills, 191 parelles amb fills i 68 famílies monoparentals amb fills.
La població ha evolucionat segons el següent gràfic:
Habitants censats

### Habitatges
El 2007 hi havia 807 habitatges, 692 eren l'habitatge principal de la família, 47 eren segones residències i 68 estaven desocupats. 573 eren cases i 157 eren apartaments. Dels 692 habitatges principals, 387 estaven ocupats pels seus propietaris, 289 estaven llogats i ocupats pels llogaters i 16 estaven cedits a títol gratuït; 78 tenien una cambra, 43 en tenien dues, 90 en tenien tres, 213 en tenien quatre i 268 en tenien cinc o més. 445 habitatges disposaven pel capbaix d'una plaça de pàrquing. A 290 habitatges hi havia un automòbil i a 282 n'hi havia dos o més.

### Piràmide de població
La piràmide de població per edats i sexe el 2009 era:
| Homes | Edats   | Dones |
| ----- | ------- | ----- |
| 0     | 95 o +  | 4     |
| 0     | 90 a 94 | 4     |
| 4     | 85 a 89 | 36    |
| 16    | 80 a 84 | 24    |
| 20    | 75 a 79 | 36    |
| 12    | 70 a 74 | 28    |
| 8     | 65 a 69 | 32    |
| 44    | 60 a 64 | 52    |
| 24    | 55 a 59 | 8     |
| 56    | 50 a 54 | 60    |
| 44    | 45 a 49 | 36    |
| 64    | 40 a 44 | 64    |
| 64    | 35 a 39 | 52    |
| 24    | 30 a 34 | 32    |
| 64    | 25 a 29 | 36    |
| 16    | 20 a 24 | 36    |
| 52    | 15 a 19 | 28    |
| 28    | 10 a 14 | 36    |
| 64    | 5 a 9   | 40    |
| 32    | 0 a 4   | 32    |

## Economia
El 2007 la població en edat de treballar era de 949 persones, 728 eren actives i 221 eren inactives. De les 728 persones actives 651 estaven ocupades (354 homes i 297 dones) i 77 estaven aturades (39 homes i 38 dones). De les 221 persones inactives 66 estaven jubilades, 62 estaven estudiant i 93 estaven classificades com a «altres inactius».

### Ingressos
El 2009 a Maclas hi havia 656 unitats fiscals que integraven 1.595,5 persones, la mediana anual d'ingressos fiscals per persona era de 17.568 €.

### Activitats econòmiques
Dels 97 establiments que hi havia el 2007, 6 eren d'empreses alimentàries, 3 d'empreses de fabricació d'altres productes industrials, 15 d'empreses de construcció, 26 d'empreses de comerç i reparació d'automòbils, 3 d'empreses de transport, 9 d'empreses d'hostatgeria i restauració, 1 d'una empresa d'informació i comunicació, 4 d'empreses financeres, 3 d'empreses immobiliàries, 8 d'empreses de serveis, 12 d'entitats de l'administració pública i 7 d'empreses classificades com a «altres activitats de serveis».
Dels 32 establiments de servei als particulars que hi havia el 2009, 1 era una oficina de correu, 2 oficines bancàries, 3 tallers de reparació d'automòbils i de material agrícola, 1 taller d'inspecció tècnica de vehicles, 4 paletes, 1 guixaire pintor, 2 fusteries, 2 lampisteries, 3 electricistes, 5 perruqueries, 5 restaurants, 2 agències immobiliàries i 1 saló de bellesa.
Dels 14 establiments comercials que hi havia el 2009, 1 era una botiga de més de 120 m², 1 una botiga de menys de 120 m², 1 una fleca, 1 una carnisseria, 1 una llibreria, 3 botigues de roba, 1 una botiga d'equipament de la llar, 1 una botiga d'electrodomèstics, 1 un drogueria i 3 floristeries.
L'any 2000 a Maclas hi havia 39 explotacions agrícoles que ocupaven un total de 304 hectàrees.

## Equipaments sanitaris i escolars
El 2009 hi havia 1 farmàcia i 1 ambulància.
El 2009 hi havia 2 escoles elementals.

## Poblacions més properes
El següent diagrama mostra les poblacions més properes.